# Ивайло
Царь Ивайло (Лахана, Кордокувас, Брдоква — прозвища переводятся как капуста или кислая капуста) — руководитель болгарского народного восстания (1277—1278), болгарский царь (1278—1279).

## Биография

### Происхождение
Судя по рассказам Георгия Пахимера, Ивайло происходил из пастушеского рода, жил скромно и бедно, пас свиней за небольшую плату, питался же только хлебом и овощами, за что и получил свои прозвища. Все эти небогатые сведения сопровождаются в византийских хрониках язвительными комментариями. Византийцы писали о «варварской природе» и «крайней жестокости» Ивайла, для них он — «человек недостойный».
В 1270-х годах Болгария подвергается постоянным золотоордынским набегам, царь Константин I Тих из династии Асеней оказался неспособным защитить ни своё государство, ни подданных от этой угрозы.
Ивайло начал набирать популярность среди людей, после того как он начал рассказывать своим односельчанам о снах и видениях, которые предвещали ему великие дела. Слухи насчет Ивайла быстро распространились и стали популярными среди простых людей, а около Ивайла начали собираться сподвижники.

### Восстание

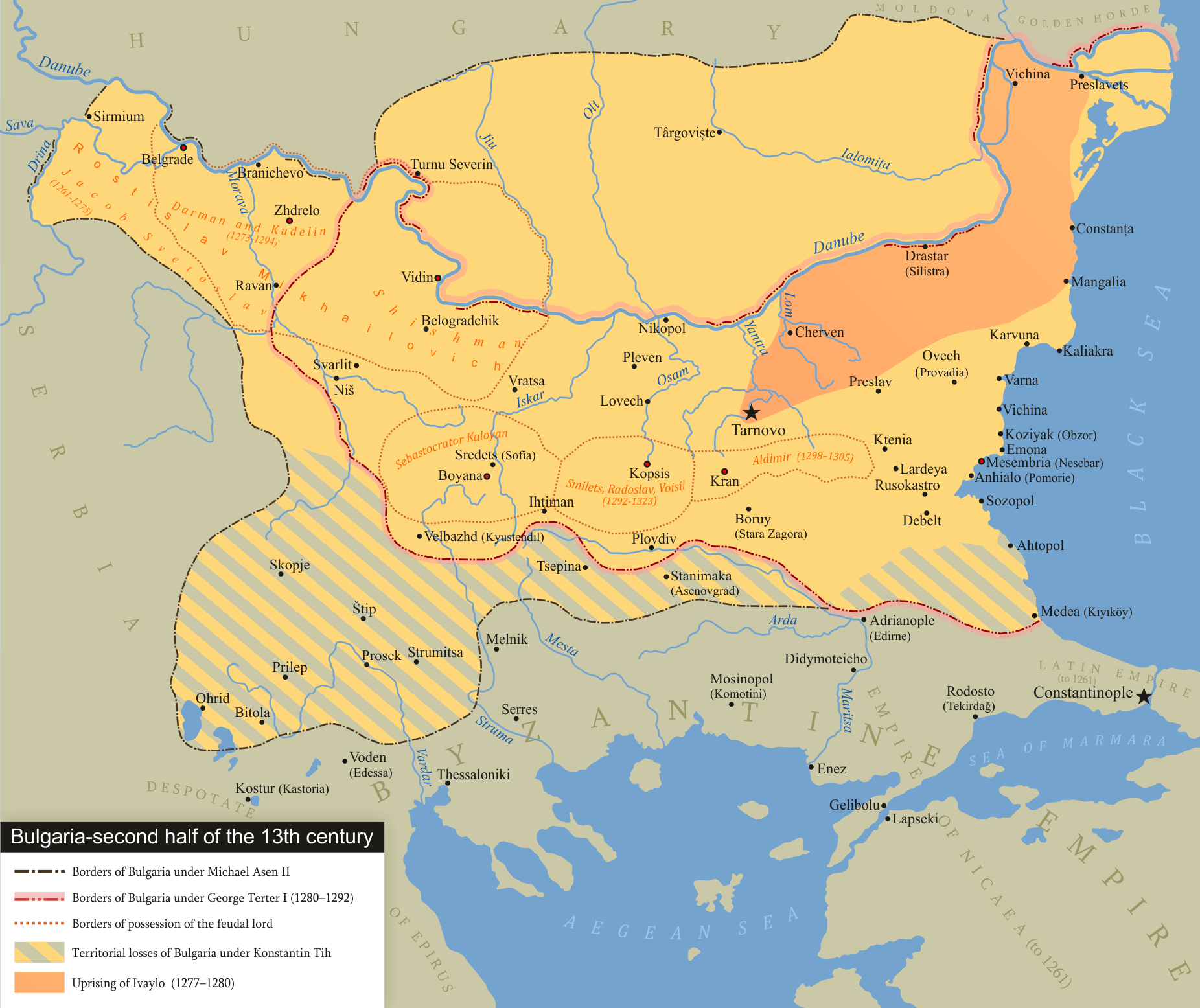
Болгарское царство во времена Константина I Тих и Ивайло

В 1277 году недовольство царем вылилось в крестьянское восстание под руководством Ивайла. Страну постоянно разоряли грабежи монгольских отрядов, и в нескольких сражениях восставшим удалось разбить отряды монголов, что добавило руководителю восстания популярности во всех слоях общества. За короткий срок Ивайло успел сделать то, что никак не могли правительственные войска. Посылаемые царем для подавления мятежа войска либо разбегаются до встречи с противником, либо переходят на сторону Ивайла. В конце того же года Константин лично возглавил армию, состоялось сражение, в котором царские войска были разбиты и сам царь Константин погиб. В итоге практически вся страна кроме столицы Тырново (контролировавшейся вдовой Константина — Марией Кантакузина, регентшей малолетнего Михаила), оказались в руках восставших.

### Коронация и правление
В том же году византийский император Михаил VIII Палеолог решил воспользоваться смутой в Болгарии и посадить на болгарский трон своего ставленника Ивана Асеня III, сына Мицо Асеня. 
Новая угроза с юга сблизила противников, и по результатам переговоров в 1278 году восставшие мирно входят в столицу Тырново, а Ивайло женится на вдове Константина — Марии, став соправителем с её сыном Михаилом. В результате Ивайлу пришлось продолжать войну на два фронта — против византийцев и монголов. Подстрекаемые Византией монголы напали, и новый царь, собрав войска, сумел в нескольких сражениях отбросить их за Дунай. Тем временем на юге началось массированное наступление византийцев широким фронтом. После нескольких месяцев сражений Ивайло окончательно разбил византийцев и остановил византийскую угрозу.
Однако затем на севере Ивайло снова был вынужден сражаться с монголами, оказавшимися гораздо более сильным противником, чем византийцы, и под их натиском он был вынужден отступить за стены города Доростол. Оборона осаждённого Доростола продолжалась три месяца. 

### Конец правления
В 1279 году в Тырново распространились слухи о гибели Ивайла в осажденном городе, среди бояр возникает заговор, в итоге которого, при поддержке византийских войск, Иван Асень III без боя входит в столицу как новый царь. Мария и её сын Михаил были взяты под стражу и отправлены в ссылку в Византию.
После прорыва осады Доростола Ивайло вновь получил свободу действий и, собрав сторонников, напал на византийцев. Византия выслала армию для помощи Ивану III, у города Девня 17 июля 1279 года между сторонниками Ивайло и византийской армией состоялось сражение, в котором греки были разбиты, несмотря на весомое численное превосходство, и остатки армии бежали. Затем Ивайло разбил вторую армию, посланную Византией.
В 1280 году, узнав о поражениях союзников, Иван III бежит из Тырново, прихватив с собой казну, и бояре избирают нового царя — Георгия Тертера.

### Бегство и смерть
Постоянные сражения, хотя и победоносные, не прошли даром для Ивайло, и его армия сильно поредела, особенно если учитывать, что византийские армии в несколько раз превышали количеством его собственную. При новом повороте событий в Тырново, растеряв союзников, Ивайло в итоге бежал в Золотую Орду. Там он за одним столом сидел с заклятым врагом царем Иваном Асенем III, который тоже пришел к монголам просить помощи вернуть ему болгарский престол. Историки пишут, что Ногай везде водил с собой экс-царей и хвалился, что у него за столом сразу два царя и законных претендента на болгарский престол. 
В 1280 году по приказу за столом темника Ногая Ивайло был казнен.

## Память
- В 1294 году во Фракии появился Лже-Ивайло. Имя Ивайло вновь собрало большое количество людей, но судьба и действия Лже-Ивайла неизвестны.
- Ивайло считается одной из самых выдающихся личностей в истории болгарского Средневековья. Имя Ивайло принимали некоторые вожди крестьянских восстаний в Болгарии во времена турецкого ига.

## Образ в искусстве

### В литературе
Личности Ивайла посвящено несколько литературных произведений.
- Выдающийся болгарский писатель Иван Вазов написал о «народном царе» историческую драму — «Ивайло».
- Также Ивайло стал главным героем одноименного романа Стояна Загорчинова.
- Его жизни и смерти посвящён роман болгарского писателя Е. Константинова «Тлеющие угли».

### В кино
- «Ивайло» (1964)